# Cécile Guillame
Cécile Guillame (* 18. Juli 1933 in Chassey-lès-Montbozon, Frankreich; † 4. August 2004) war eine französische Graveurin und Briefmarkenkünstlerin. Sie war die erste Frau, die für die Post in Frankreich Briefmarken graviert hat.

## Leben
In den 1950er Jahren studierte sie an der École des Beaux-Arts in Nancy und der École nationale supérieure des beaux-arts de Paris. Dank ihrem Ehemann, Graveur Michel Monvoisin, konnte sie damit beginnen, ebenfalls für die französische Post als Graveurin und Briefmarkenkünstlerin zu arbeiten. Im Jahre 1967 erschien ihre erste Briefmarke für Monaco, 1973 für Frankreich.
Als sie in den Ruhestand ging, hatte sie insgesamt über 300 Briefmarken graviert oder entworfen.